# Sürü
Sürü (lit. ‘Ramat’) és una pel·lícula turca dirigida per Yılmaz Güney i Zeki Ökten el 1978. El llargmetratge fou realitzat mentre Yılmaz Güney era a la presó, condemnat a 14 anys de presó per haver estat implicat en un afer d'assassinat. Fou presentada al a selecció oficial del Festival Internacional de Cinema de Locarno el 1979 i hi va guanyar el Pardo d'oro.

## Sinopsi
La pel·lícula comença a les muntanyes de Bohtan, al Kurdistan turc, on les tribus kurdes seminòmades encara viuen principalment de bestiar. Şivan és el fill d'Hemo, un dels caps de la tribu Veysikan. Contra els consells del seu pare, es va casar amb Berivan, una noia d'una tribu enemiga, els Halîlan. Han passat tres anys. Berivan s'ha quedat embarassada tres vegades, però cada vegada perdia el seu fill. Hemo, el seu padrastre, està convençut que porta mala sort a la tribu i en fa responsable al seu fill. Desesperada, la jove esposa calla.
Però els temps canvien. El poder de les tribus nòmades només és un record. Els Veysikan estan endeutats. Hemo decideix enviar els seus ramats a Ankara per vendre'ls. Ell mateix s'encarrega de la missió, acompanyat dels seus fills i Berivan, per a la qual Şivan pretén trobar un metge tan bon punt arribin a la capital turca. Marxen cap a Siirt, per posar el ramat al tren. Però l'expedició comença malament: al centre de la ciutat, un grup de Halîlan inicia un tiroteig i dos Veysikan moren.
L'embarcament encara té lloc. Però els contratemps s'acumularan durant el viatge: robatori, epizoòtia, epilèpsia d'un dels fills. Per a Hemo, sempre és Berivan la responsable de totes les desgràcies. Al final del viatge, arriba a Ankara un ramat afeblit i disminuït, cosa que evidentment desagrada al comprador, que ofereix un preu molt inferior al que s'havia acordat.
Però la família del cap tribal no acaba amb els seus problemes. Els únics parents llunyans en qui Hemo confiava viuen en condicions precàries i demostren ser de poca ajuda. El metge mostra poca paciència davant el silenci i la timidesa de Berivan, que també morirà de sobte. Şivan explota de ràbia i desesperació i, pres per boig, és endut per la policia. Hemo decideix tornar a casa, sol amb el seu altre fill, Suleyman. Però, enmig de la immensa multitud de la metròpoli, el vell cap tribal es troba de sobte tot sol, completament perdut.

## Repartiment
- Tarık Akan: Sivan
- Melike Demirağ: Berivan
- Levent İnanır: Silo
- Tuncel Kurtiz: Hamo
- Yaman Okay: Abuzer

## Producció
La pel·lícula fou rodada a la regió de Pervari, a la província de Siirt.
L'Encyclopaedia Universalis descriu aquesta pel·lícula com una denúncia de l'arcaisme patriarcal de la societat rural turca; també mostra, mitjançant una autèntica "marxa cap a la mort", l'extinció del món nòmada en contacte amb la civilització urbana.
Yılmaz Güney explica que el context polític a Turquia no li va permetre presentar explícitament els seus personatges com a kurds, que són: 
| « | Sürü, de fet, és la història del poble kurd, però ni tan sols podia utilitzar el kurd en aquesta pel·lícula; si haguéssim utilitzat la llengua kurda, tots els que van participar en aquesta pel·lícula haurien estat enviats a la presó. | » |

## Premis
A més de ser projectada en diversos festivals, com la I edició de la Mostra de València (1980) i el 29è Festival Internacional de Cinema de Berlín, la pel·lícula va guanyar els següents premis:
- 17è Festival de Cinema Taronja d'Or d'Antalya
  - Taronja d'or a la millor pel·lícula (guanyadora)
  - Taronja d'or al millor director: Zeki Ökten (guanyador, també per Düşman)
  - Taronja d'or a la millor música: Zülfü Livaneli (guanyador)
  - Taronja d'or a la millor actriu: Melike Demirağ (guanyadora, compartida amb Güngör Bayrak per "Düşman")
  - Taronja d'or al millor actor: Tarık Akan (guanyador, també per Adak, compartit amb Aytaç Arman per "Düşman")
  - Tardor daurat tardà al millor actor secundari: Tuncel Kurtiz (guanyador)
- Associació de Crítics de Cinema Belgues: Gran premi (guanyador)